# Xestoleptura octonotata
Xestoleptura octonotata là một loài bọ cánh cứng trong họ Cerambycidae.